# Отешево
Отешево (на македонска литературна норма: Отешево) е село в община Ресен, Северна Македония.

## География
Селото е разположено на юг от град Ресен, на брега на Преспанското езеро.

## История
В XIX век Отешево е село в Битолска кааза, Нахия Горна Преспа на Османската империя. Според статистиката на Васил Кънчов („Македония. Етнография и статистика“) от 1900 година Отешово има 40 жители, всички българи християни.
На Етнографската карта на Битолския вилает на Картографския институт в София от 1901 година Отешево е чисто българско село в Битолската каза на Битолския санджак с 10 къщи.
По време на Илинденското въстание селото е нападнато от турски аскер, запалена е единствената къща на многолюдно семейство, а жените са изнасилени.
В началото на XX век жителите на селото е под върховенството на Българската екзархия. По данни на секретаря на екзархията Димитър Мишев („La Macédoine et sa Population Chrétienne“) през 1905 година в Отешево има 8 българи екзархисти.
При избухването на Балканската война в 1912 година 2 души от селото са доброволци в Македоно-одринското опълчение.
По време на Кървавата Коледа от 1945 година край Охридското и Преспанското езеро, в планината Галичица край село Отешево са избити много българи, а телата са хвърляни в Преспанското езеро.
С изграждането през 1948-1950 година на ваканционно селище на на брега на Преспанското езеро, на 2 километра югоизточно от селото, Отешево се превръща в туристически център.
Според преброяването от 2002 година селото e обезлюдено.